# Coccosphère

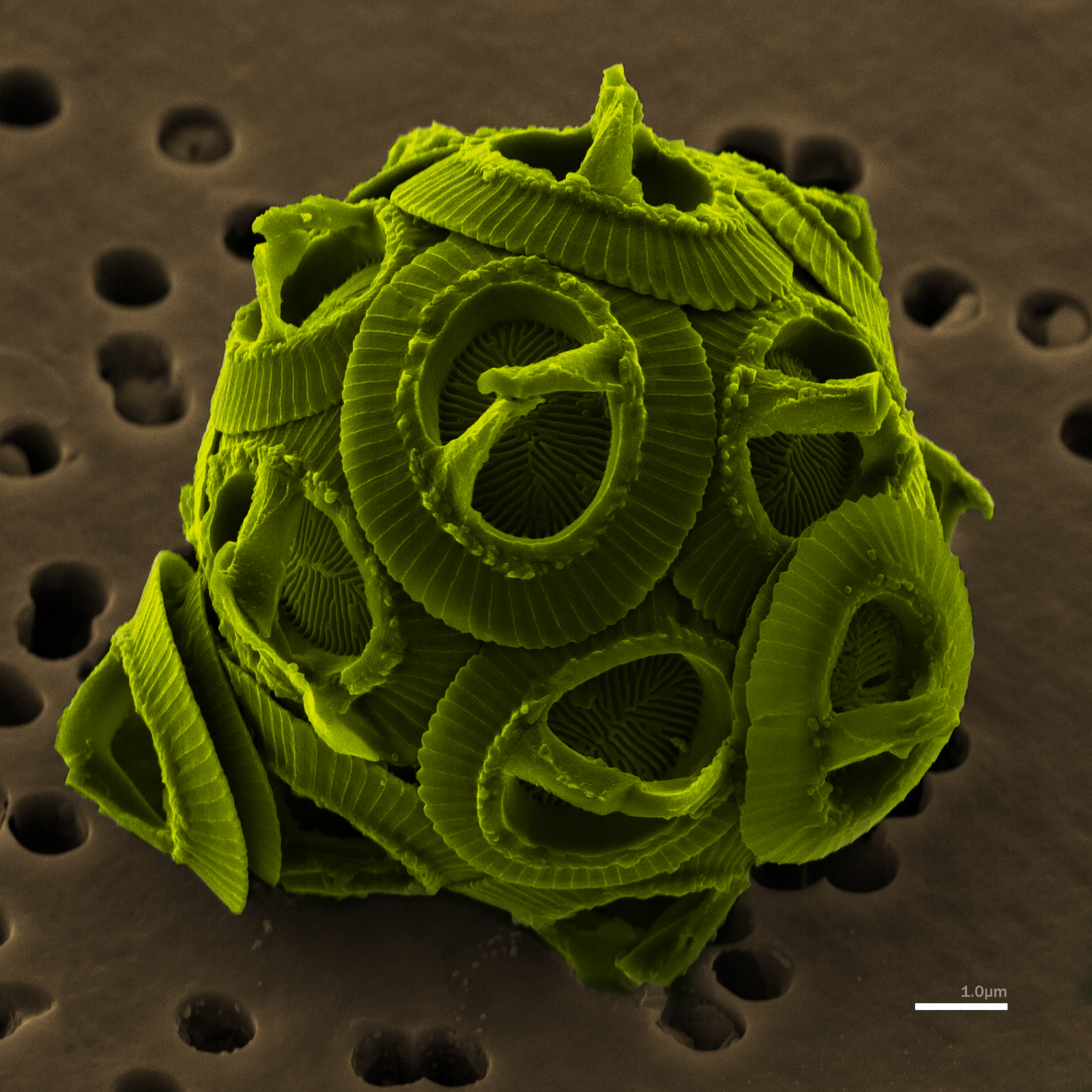
Microphotographie prise en microscopie électronique à balayage, de Gephyrocapsa oceanica, montrant les coccolithes qui s'assemblent en une enveloppe sphérique, la coccosphère.

La coccosphère correspond à l'exosquelette (en carbonate de calcium le plus souvent) synthétisé par des algues unicellulaires planctoniques (coccolithophoridés dans les Haptophyta). Elle est constituée de piécettes polycristallines agencées entre elles, appelées coccolithes, pour former une sphère.